# Screaming for Vengeance
Screaming for Vengeance è l'ottavo album in studio dei Judas Priest, pubblicato nel 1982. È considerato il maggior successo commerciale della band, avendo venduto oltre 5 milioni di copie nel mondo, di cui 2 milioni nei soli Stati Uniti, dove è stato certificato doppio-platino.
Nel giugno del 2017 la rivista Rolling Stone ha collocato l'album alla dodicesima posizione dei 100 migliori album metal di tutti i tempi.

## Il disco
L'album è uno dei classici dei Judas Priest: la band torna a sonorità dure e heavy metal dopo la sperimentazione commerciale di Point of Entry. Alcune delle canzoni dell'album sono diventate veri e propri inni della band; ad esempio Electric Eye, Riding On The Wind e You've Got Another Thing Comin'. Electric Eye e You've Got Another Thing Comin fanno parte della colonna sonora di Grand Theft Auto. Inoltre la prima è stata inserita all'interno del videogioco Brütal Legend preceduta dall'intro The Hellion e ne accompagna anche il menu principale. Nella versione rimasterizzata troviamo la love ballad Prisoner Of Your Eyes e una versione live registrata durante lo Screaming For Vengeance World Tour di Devil's Child.

## Tracce
1. The Hellion – 0:41
2. Electric Eye – 3:39
3. Riding on the Wind – 3:07
4. Bloodstone – 3:51
5. (Take These) Chains – 3:07
6. Pain and Pleasure – 4:17
7. Screaming for Vengeance – 4:43
8. You've Got Another Thing Comin' – 5:09
9. Fever – 5:20
10. Devil's Child – 4:48

Tracce bonus nell'edizione rimasterizzata
1. Prisoner of Your Eyes - 7.12
2. Devil's Child (live) - 5.02

### 30th Anniversary DVD Bonus Live
Testi e musiche di tutte le tracce sono state registrate durante la seconda edizione dello US Festival di San Bernardino, California, il 29 maggio 1983.
1. Electric Eye
2. Riding on the Wind
3. Heading Out to the Highway
4. Bloodstone
5. Metal Gods
6. Breaking the Law
7. Diamonds and Rust (Joan Baez cover) (Joan Baez)
8. Victim of Changes (Al Atkins, Tipton, Halford, Downing)
9. Living After Midnight
10. The Green Manalishi (With the Two-Pronged Crown) (Fleetwood Mac cover) (Peter Green)
11. Screaming for Vengeance
12. You've Got Another Thing Comin'
13. Hell Bent for Leather

## Formazione
- Rob Halford - voce
- Glenn Tipton - chitarra
- K.K. Downing - chitarra
- Ian Hill - basso
- Dave Holland - batteria